# Saguinus martinsi
Espèce
Statut de conservation UICN

 NT  : Quasi menacé
Statut CITES
Le Tamarin à face nue de Martins (Saguinus martinsi) est une espèce de primate de la famille des Cebidae.

## Autres noms
- Martin’s bare-face tamarin (S. m. martinsi)
- Ochraceous bare-face tamarin (S. m. ochraceus)

## Distribution
Nord du Brésil, juste au nord de la basse Amazone. Juste à l’est du Tamarin bicolore (S. bicolor), entre les Rios Uatumã et Trombetas.

## Sous-espèces
- Tamarin à face nue ochracé (S. m. ochraceus) : à l’ouest jusqu’au Rio Uatumã, à l’est jusqu’au Rio Nhamundá, au nord jusqu’à la rive gauche du Rio Alalaú, au sud jusqu’à l’Amazone ;
- Tamarin à face nue de Martin (S. m. martinsi) : juste au nord-est de la précédente, autour du bas Rio Trombetas, entre le Rio Nhamundá à l’ouest et le Rio Erepecurú : à l’est, au nord jusqu’à Cachoeira Porteira (Rio Mapuero, municipalité d’Oriximiná), entre 1-2°S et 56-57°O.

Le Rio Erepecurú (= Rio Cuminá = Rio Paru do Oeste) est un affluent gauche du Rio Trombetas qui le rejoint près de son embouchure avec l’Amazone.

## Description
Tamarin à face nue ochracé (S. m. ochraceus) : dessus du corps intégralement brun pâle avec une teinte de chamois, plus pâle sur l’avant-corps (tons argentés à chamois sur la nuque et le collier, base du manteau ocre grisâtre ou gris jaunâtre) et parfois plus orangé sur les pattes. Dessous entièrement orangé à brun doré. Queue brun sombre dessus et dorée dessous. Face et front nus et noirs.
Tamarin à face nue de Martin (S. m. martinsi) : dessus brun agouti, plus sombre que la sous-espèce précédente. Flancs et pattes arrière cannelle grisonnant. Pattes avant et ventre orange. Queue noire dessus et orange dessous. Face et front nus et noirâtres.

## Locomotion
Il est quadrupède.

## Comportements basiques
Il est diurne et arboricole.

## Alimentation
Frugivore-gommivore-insectivore.

## Menaces
La sous-espèce martinsi est menacée par la déforestation liée à l’activité minière (extraction de bauxite) et agricole (plantations de soja).

## Conservation
Tamarin à face nue de Martin (S. m. martinsi) : forêt nationale de Saracá-Taquera et peut-être dans la réserve du Rio Trombetas (nord de l’État du Pará, Brésil). Élevé au centre de primatologie de Rio de Janeiro en compagnie du Tamarin bicolore où se dévoue depuis des années l’un de ses créateurs, le vétérinaire brésilien Alcides Pissinatti.
Tamarin à face nue ochracé (S. m. ochraceus) : aire protégée du Rio Nhamundá.